# Ceratina arabiae
Ceratina arabiae là một loài Hymenoptera trong họ Apidae. Loài này được Daly mô tả khoa học năm 1983.